# Paul Stutz
Paul Stutz (Banff, 17 luglio 1983) è un ex sciatore alpino canadese.

## Biografia
Stutz esordì in Nor-Am Cup il 4 dicembre 1998 a Lake Louise giungendo 46º in discesa libera e in Coppa del Mondo il 25 gennaio 2004 a Kitzbühel in slalom speciale, non riuscendo a qualificarsi per la seconda manche. L'8 marzo 2005 conquistò il primo podio in Nor-Am Cup nello slalom speciale di Mont-Tremblant (2º), mentre per la prima vittoria dovette attendere il 4 gennaio dell'anno seguente, sempre nella stessa specialità, sul tracciato di Hunter Mountain negli Stati Uniti. Ai Mondiali di Åre 2007, suo esordio iridato, con completò lo slalom speciale.
Il 20 gennaio 2008 ottenne il suo miglior piazzamento in Coppa del Mondo, nonché l'unico tra i primi dieci, arrivando al 7º posto nella combinata dell'Hahnenkamm di Kitzbühel; l'anno dopo ai Mondiali di Val-d'Isère 2009, suo congedo iridato, non completò la supercombinata. Il 3 febbraio 2013 colse la sua ultima vittoria, nonché ultimo podio, in Nor-Am Cup, nello slalom speciale disputato a Vail. Si ritirò al termine della stagione 2013-2014; la sua ultima gara in Coppa del Mondo fu lo slalom speciale di Schladming del 28 gennaio, che non completò, e la sua ultima gara in carriera fu lo slalom speciale dei Campionati canadesi 2014, il 26 marzo a Whistler, chiuso da Stutz all'8º posto.

## Palmarès

### Coppa del Mondo
- Miglior piazzamento in classifica generale: 81º nel 2008

### Coppa Europa
- Miglior piazzamento in classifica generale: 49º nel 2005
- 1 podio:
  - 1 secondo posto

### Nor-Am Cup
- Miglior piazzamento in classifica generale 6º nel 2006
- Vincitore della classifica di slalom speciale nel 2006 e nel 2013
- 12 podi:
  - 7 vittorie
  - 4 secondi posti
  - 1 terzo posto

#### Nor-Am Cup - vittorie
| Data             | Località          | Paese       | Specialità |
| ---------------- | ----------------- | ----------- | ---------- |
| 4 gennaio 2006   | Hunter Mountain   | Stati Uniti | SL         |
| 4 gennaio 2010   | Sunday River      | Stati Uniti | SL         |
| 18 marzo 2010    | Waterville Valley | Stati Uniti | SL         |
| 18 marzo 2011    | Whistler          | Canada      | SL         |
| 12 dicembre 2012 | Panorama          | Canada      | SL         |
| 2 febbraio 2013  | Vail              | Stati Uniti | SL         |
| 3 febbraio 2013  | Vail              | Stati Uniti | SL         |

Legenda:

SL = slalom speciale

### South American Cup
- Miglior piazzamento in classifica generale 25º nel 2008
- 2 podi:
  - 1 secondo posto
  - 1 terzo posto

### Campionati canadesi
- 10 medaglie[1]:
  - 5 ori (combinata nel 2006[senza fonte]; slalom speciale nel 2007; slalom speciale nel 2008; slalom speciale, supercombinata nel 2009)
  - 3 argenti (supercombinata nel 2010; slalom speciale, supercombinata nel 2011)
  - 2 bronzi (slalom speciale nel 2004; slalom speciale nel 2006)